# Matija Gogala
Matija (Matjaž) Gogala, slovenski biolog, entomolog, 11. december 1937, Ljubljana.
Študiral je biologijo na Univerzi v Ljubljani, kjer je diplomiral leta 1960 in se zaposlil kot asistent na katedri za fiziologijo živali Oddelka za biologijo Biotehniške fakultete v Ljubljani. Tam je leta 1964 doktoriral s tezo o zaznavanju svetlobe pri jamskih kobilicah. 1968 je postal docent za predmet Fiziologija živali, 1974 izredni in 1981 redni profesor za zoofiziologijo in fiziologijo čutil na BF Univerze v Ljubljani.
Med tem je deloval tudi na Nacionalnem inštitutu za biologijo, kjer je med letoma 1976 in 1979 opravljal funkcijo direktorja. Leta 1987 se je zaposlil v Prirodoslovnem muzeju Slovenije kot muzejski svetnik, in bil med letoma 1992 in 2001 tudi njegov direktor. Z muzejem še vedno sodeluje kot zunanji sodelavec Kustodiata za nevretenčarje, bil je tudi predsednik Sveta PMS.
Leta 1991 je postal izredni, leta 1999 pa redni član Slovenske akademije znanosti in umetnosti, kjer v letih 2002–08 opravljal funkcijo glavnega tajnika, 2008–14 pa podpredsednika SAZU. Od 1993 je tudi član Evropske akademije znanosti in umetnosti v Salzburgu. Deloval je tudi v znanstvenih ali organizacijskih odborih več znanstvenih konferenc, revij in komisij, med drugim je bil glavni in odgovorni urednik revije Proteus (1987–95), nacionalni koordinator za biologijo pri Ministrstvu za znanost in tehnologijo (1992–1999).
Od 1993 je član mednarodnega odbora za kartiranje entomofavne Srednje Evrope (SIEEC); 2002–07 je bil predsednik odbora Global Biodiversity Information Facility (GBIF) v Sloveniji in vodja slovenske delegacije v mednarodnem odboru. Od 1997 je član odbora, 2003–07 pa je bil predsednik Mednarodnega bioakustičnega sveta (IBAC). Dvakrat je vodil organizacijo mednarodnega znanstvenega srečanja o zvočni in vibracijski komunikaciji pri žuželkah (1980 in 1990) v Piranu, kjer je 1989 organiziral 3. mednarodno srečanje o favni skupine Rhynchota na Balkanu in v sosednjih deželah. Leta 2001 je s sodelavci organiziral 2. Evropski kongres hemipterologov in sodeloval pri organizaciji kongresa SIEEC (Mednarodnega društva za entomofavno Srednje Evrope) v Radencih, leta 2005 pa tudi XX. kongres IBAC v Portorožu
Tudi njegov sin Andrej Gogala je entomolog, žena Nada pa je bila univerzitetna profesorica rastlinske fiziologije.

## Znanstveno delo
Njegovo delo se osredotoča na fiziologijo in vedenje različnih skupin žuželk. V času delovanja na Biotehniški fakulteti se je posvečal predvsem pojavu sezonske obarvanosti žuželk in fiziologiji čutil. Pomemben je njegov prispevek pri raziskavah za ultravijolično svetlobo občutljivih čutnic pri očeh metuljčnic. Kasneje se je usmeril v področje bioakustike in raziskoval komunikacijo stenic z vibracijskimi signali ter na tem področju s sodelavci opravil pionirsko delo. Ukvarja se s fiziologijo in etologijo žuželk in raziskavami zvočne in vibracijske komunikacije, predvsem z zvočnimi napevi vrst iz družine škržatov in njihovi uporabnosti pri klasifikaciji vrst. Pomembno je prispeval tudi k zgodnjem uvajanju računalniških orodij v biološke raziskave v Sloveniji.
Objavil je več kot 80 znanstvenih del (članki, poglavja v znanstvenih monografijah) in sodeloval na številnih mednarodnih konferencah za področja, s katerimi se ukvarja. Poleg znanstvenih piše tudi strokovna in poljudnoznanstvena dela, šolske učbenike in drugo.

## Priznanja
Za svoj prispevek k znanosti je prejel več nagrad, med drugim študentsko Prešernovo nagrado leta 1959, nagrado Kidričevega sklada (1968), 1979 red dela s srebrnim vencem, 1982 zlati znak Entomološkega društva Štefana Michielija, 1985 na Biotehniški fakulteti Jesenkovo nagrado, 1995 posebno priznanje Slovenskega fiziološkega društva in Grošljevo priznanje Prirodoslovnega društva Slovenije (2001). Od 2020 je častni član Nacionalnega inštituta za biologijo.